# Dámgán
Dámgán város Iránban, a Kaszpi-tenger délkeleti csücske közelében.

## Fekvése
Teherántól keletre, Szemnán és Sáhrud közt fekvő település.

## Története
Ősi település, mely a 13. században a mongolok pusztításának vált áldozatává, azonban fekvésének és kereskedelmi hagyományainak köszönhetően hamarosan újjáépítették. Azonban éppen fekvésének és kereskedelmének köszönhette az afgánok gyakori betöréseit is. A várost csak Nádir sahnak sikerült véglegesen Perzsiához csatolnia a 18. században.
A főként ásatásairól híressé vált város közelében találhatók a görögök által Hekatompülosz-nak (Száz torony városa) nevezett régi település romjai.
A város környékén a régészek az időszámítás előtti kor három kultúrkörét különböztetik meg az i. e. 3500-2800, 2800-1500 és 1500-1200 közötti időkből. Tepe Heszár (nemzetközileg elterjedt nevén: Tepe Hissar) közelében ma is nagy erővel folynak a feltárások.

## Nevezetességek
- Régi vár romjai - az iszlám előtti időkből.
- Templommaradványok - a 9-11. századból.
- Tepe Heszár - négy kilométerre délkeletre a városközponttól, a méd, pártus és szasszanida idők romjainál végzett ásatások.
- Táriháne mecset - a város déli szélén, az egyik legrégebbi, a 8. századból való mecset az országban.
- Szászánida fal - északról és délről veszi körül a várost.
- Csehel Dohtarán („Negyven Leány”) - nagyon jól megőrzött családi sír a 11. századból.
- Ali-forrás - 30 kilométerrel északra a várostól.
- Különböző épületek, mint például sír, bazárok, régi iskolák és fürdők.
- Különféle épületek a szeldzsuk törökök idejéből, köztük Pir-e Alamdár, Manszurkuh, Emámzáde Dzsafar torony tégla díszekkel.

## Galéria

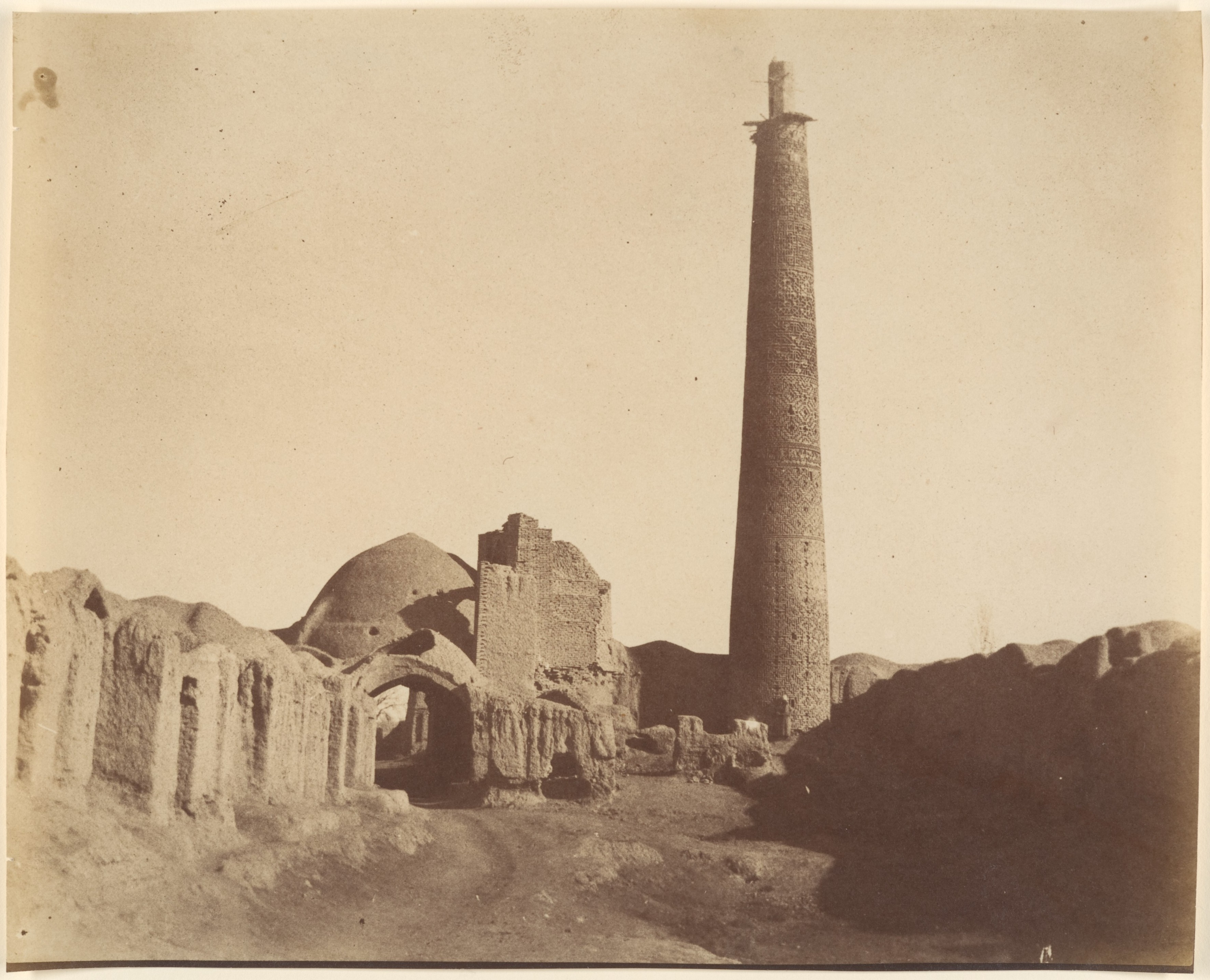
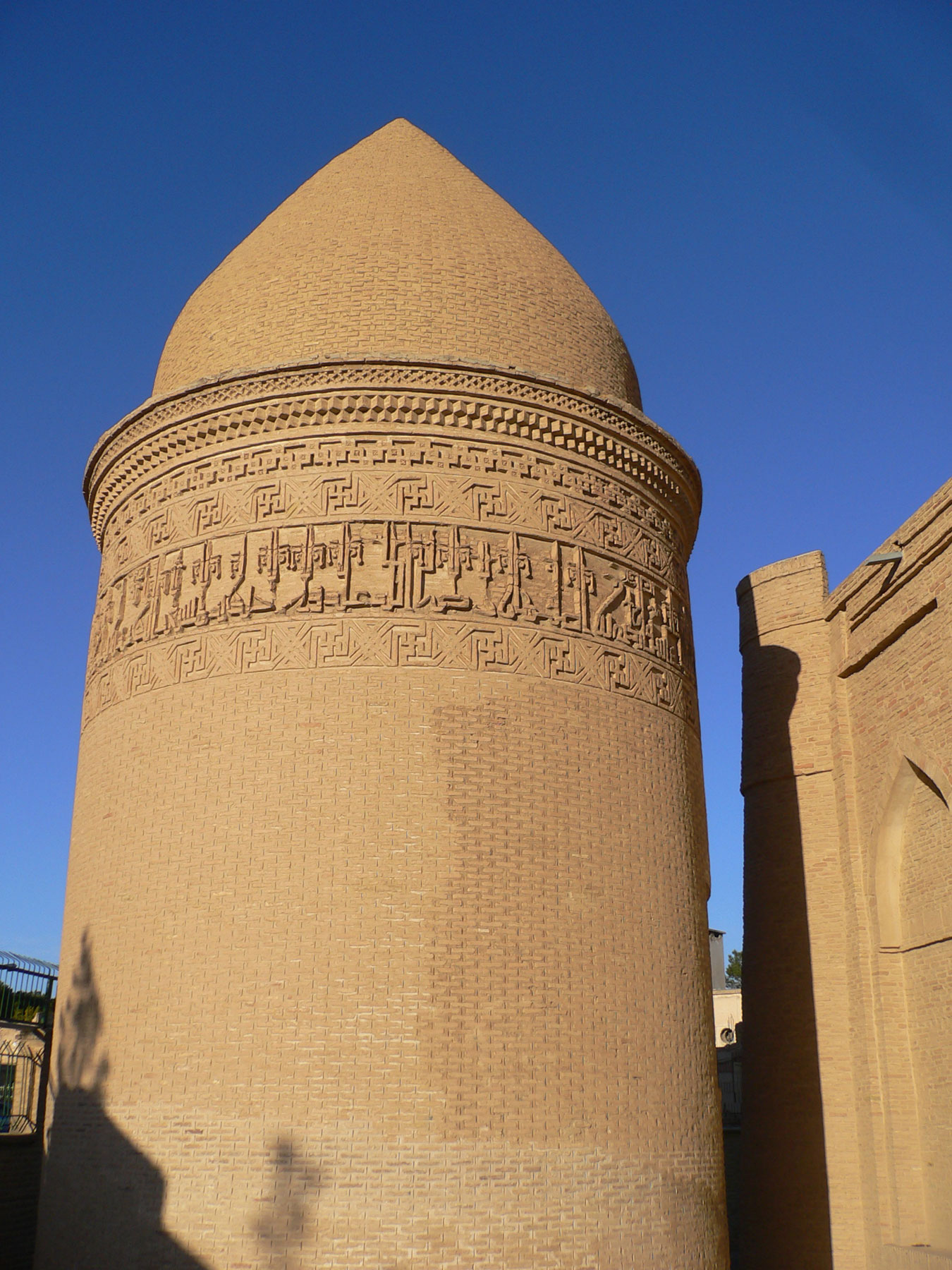
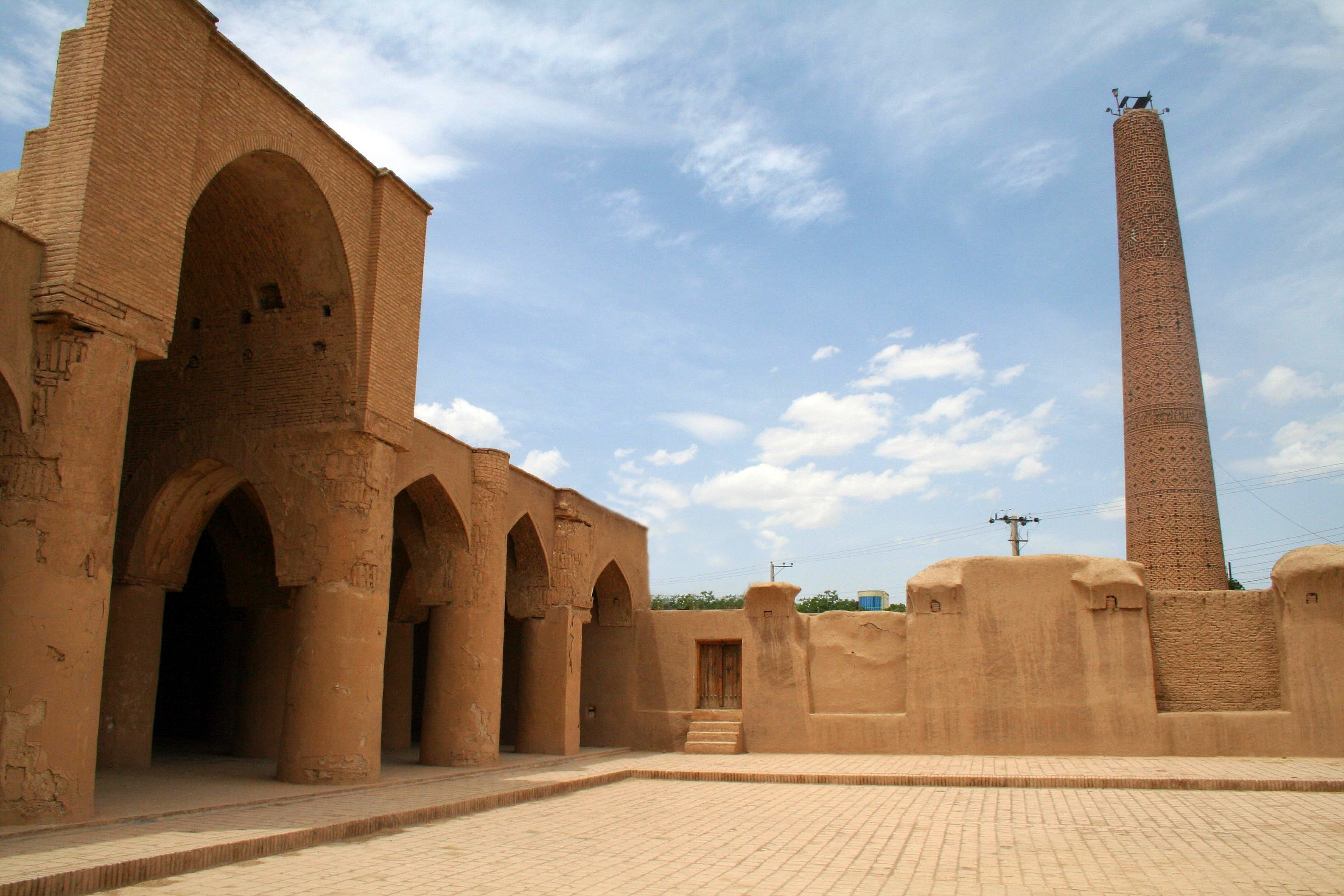
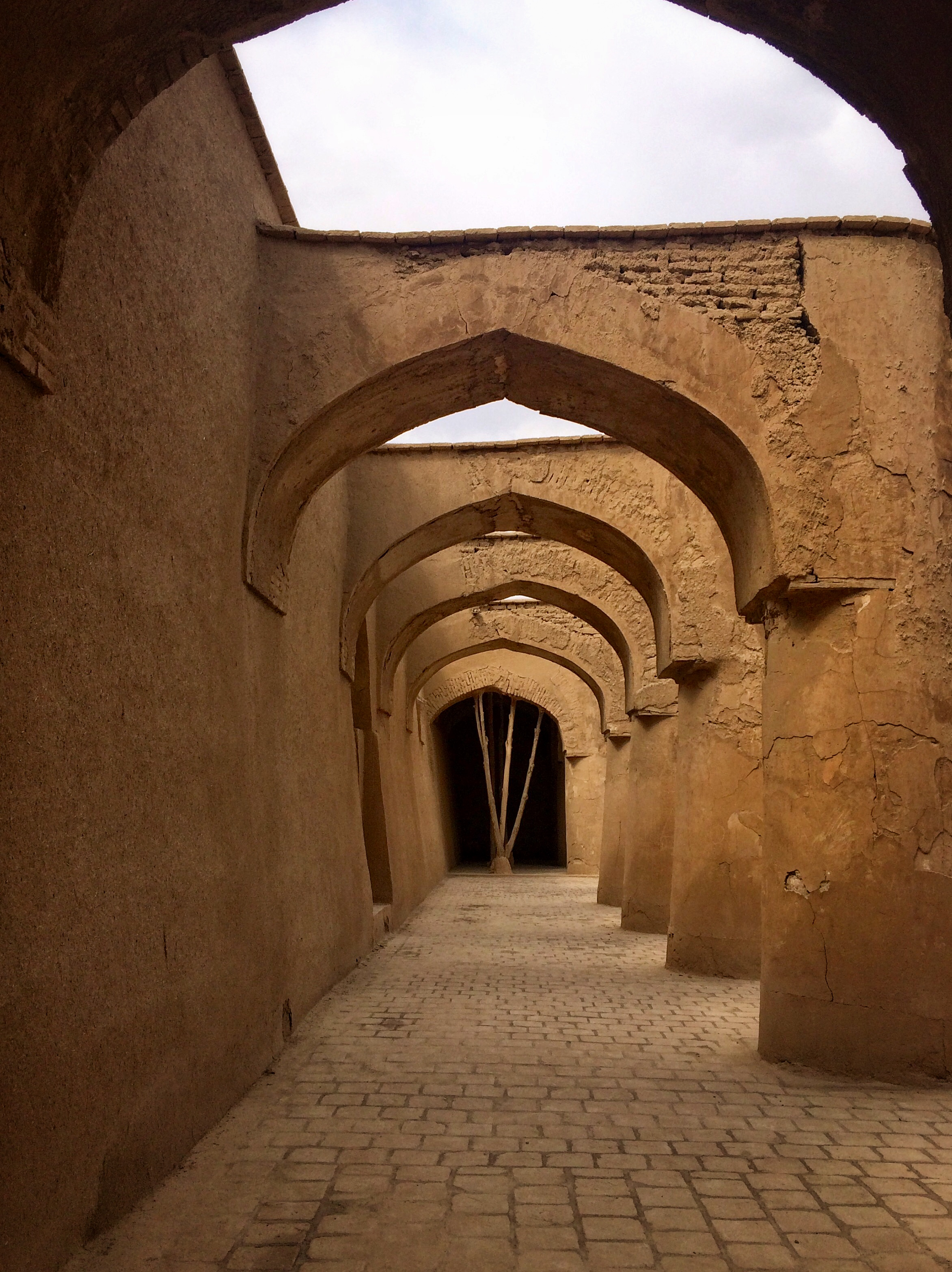
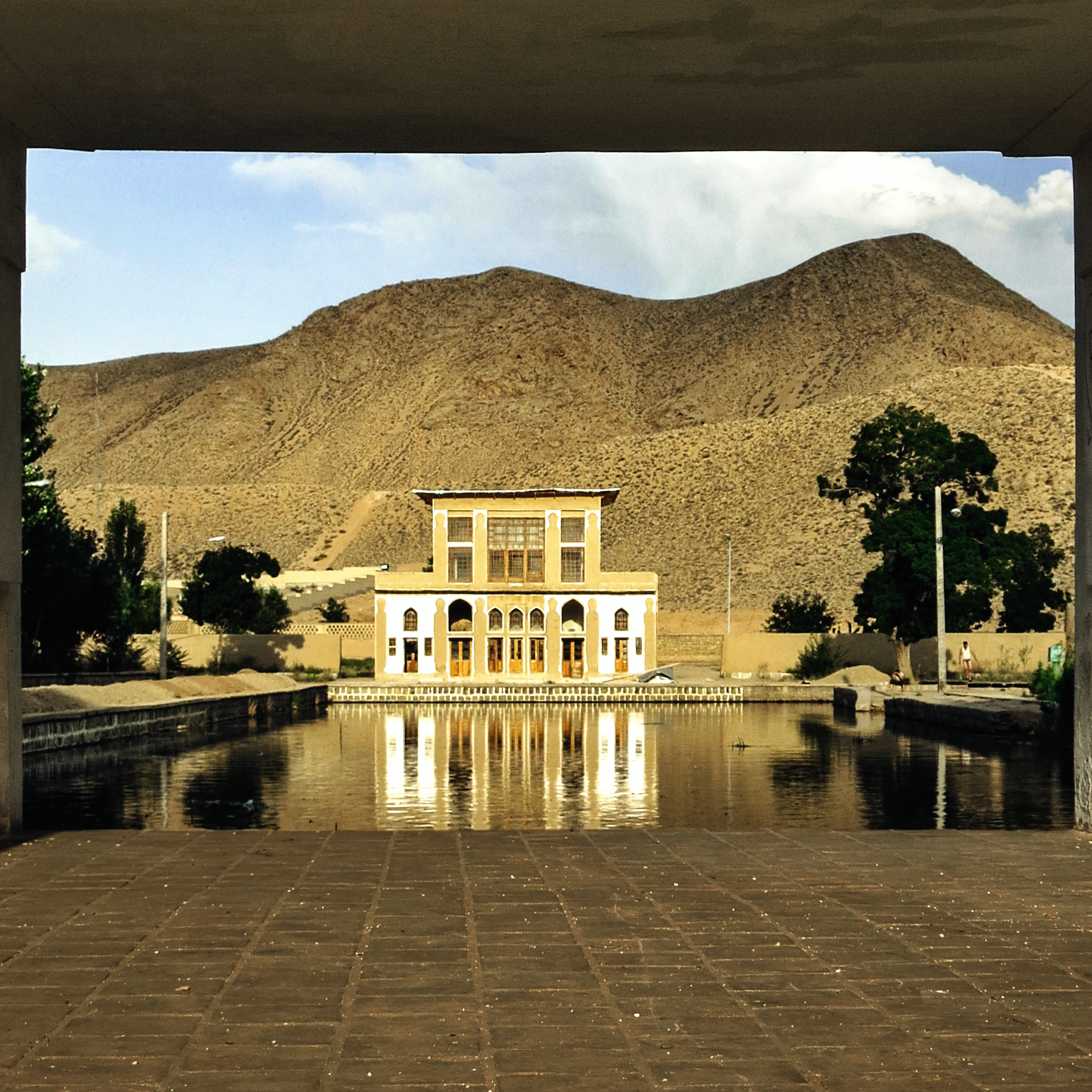